# Præsidentvalget i Island 2008
Præsidentvalget i Island 2008 var planlagt på Island den 28. juni 2008.
Den siddende præsident Ólafur Ragnar Grimsson, først valgt i 1996, sagde i sin nytårstale at han ville stille for en fjerde periode. Ástþór Magnússon, som tabte valgene i 1996 og 2004, havde sagt at han ikke ville genopstille.
Da ingen modkandidater havde meldt sig inden fristen den 24. maj 2008 blev Grimssons fjerde præsidentperiode derfor vundet uden konkurrence. Han blev edsvoren 1. august 2008.